# Wybory prezydenckie w Azerbejdżanie w 2018 roku
Wybory prezydenckie w Azerbejdżanie w 2018 roku odbyły się 11 kwietnia. 5 lutego 2018 termin wyborów na mocy dekretu ustalił prezydent İlham Əliyev.

## Podłoże
Ustawa o wyborach (artykuł 178 § 1) ustala datę jako trzecią środę października (17 października 2018). Jednakże głosowanie zostało niespodziewanie przyśpieszone na mocy dekretu prezydenckiego z dnia 5 lutego 2018 roku. Centralna Komisja Wyborcza Azerbejdżanu (CKW) przeprowadziła ankietę 1 lutego 2018 w sprawie przygotowania i dostawy podwójnych kabin do lokali wyborczych.

## System wyborczy
Prezydent Azerbejdżanu wybierany jest za pomocą systemu podwójnego; jeżeli żaden kandydat nie otrzyma większości głosów w pierwszej turze, zostanie przeprowadzona druga tura.

## Kandydaci
- İlham Əliyev - urzędujący prezydent Azerbejdżanu, przewodniczący Partii Nowego Azerbejdżanu. Əliyev został nominowany przez Azerbejdżańską Konfederację Związków Zawodowych 5 lutego 2018.
- İsa Qəmbər - były przewodniczący Zgromadzenia Narodowego, nominowany przez partię Musawat w styczniu 2018.
- Sərdar Cəlaloğlu - polityk, przewodniczący Azerbejdżańskiej Partii Demokratycznej. W 2013 kandydował na urząd prezydenta.
- Zahid Oruc - członek parlamentu Azerbejdżanu od 2001 r. Były zastępca przewodniczącego Partii Ojczyźnianej. W wyborach prezydenckich w 2013 roku zajął piąte miejsce.
- Hafiz Hacıyev - przewodniczący Müasir Müsavat Partiyası, wcześniej kandydował w wyborach w 2003, 2008 i 2013 roku.
- Qüdrət Həsənquliyev - członek parlamentu Azerbejdżanu, przewodniczący Bütöv Azərbaycan Xalq Cəbhəsi Partiyasi. Wcześniej uczestniczył w wyborach w 2003, 2008 i 2013 roku.
- Araz Əlizadə - członek parlamentu Azerbejdżanu, przewodniczący Socjaldemokratycznej Partii Azerbejdżanu. W wyborach prezydenckich w 2013 roku zajął siódme miejsce.
- Fərəc Quliyev - członek parlamentu Azerbejdżanu, przewodniczący Milli Dirçəliş Hərəkatı Partiyası. W wyborach prezydenckich w 2013 roku zajął ósme miejsce.

## Bojkot wyborów
Krajowa Rada Demokratycznych Sił Zbrojnych (NCDF) postanowiła zbojkotować wybory i zapowiedziała organizowanie protestów przeciwko wyborom. Republikański Ruch Alternatywny (REAL), ogłosił również, że nie uzna wyników wyborów. 10 lutego do bojkotu przyłączyły się partia Musawat i Partia Nadziei.

## Sondaż
| Date              | Instytut badawczy | Əliyev | Hasanguliyev | Mammadov | Hajiyev | Guliyev | Oruc | Alizadeh | Nurullayev | Przeciwko wszystkim | Niezdecydowany | Wstrzymanie się od głosu |
| ----------------- | ----------------- | ------ | ------------ | -------- | ------- | ------- | ---- | -------- | ---------- | ------------------- | -------------- | ------------------------ |
| 2–3 kwietnia 2018 | Omnibus           | 83,5%  | 2,0%         | 1,7%     | 1,6%    | 1,1%    | 0,9% | 0,7%     | 0,5%       | 2,5%                | 2,3%           | 3,2%                     |

## Wyniki wyborów
Wybory prezydenckie w pierwszej turze z wynikiem 86,02% głosów wygrał urzędujący prezydent İlham Əliyev. Frekwencja wyborcza wyniosła 74,30%.
| Kandydat                                                  | Kandydat                          | Partia                                  | Głosy     | %     |
| --------------------------------------------------------- | --------------------------------- | --------------------------------------- | --------- | ----- |
|                                                           | İlham Əliyev                      | YAP                                     | 3 394 898 | 86,02 |
|                                                           | Zahid Oruc                        | Niezależny                              | 122 956   | 3,12  |
|                                                           | Sərdar Məmmədov                   | ADP                                     | 119 621   | 3,03  |
|                                                           | Qüdrət Həsənquliyev               | Bütöv Azərbaycan Xalq Cəbhəsi Partiyasi | 119 311   | 3,02  |
|                                                           | Hafiz Hacıyev                     | Müasir Müsavat Partiyası                | 59 924    | 1,52  |
|                                                           | Araz Əlizadə                      | Socjaldemokratyczna Partia Azerbejdżanu | 54 533    | 1,38  |
|                                                           | Fərəc Quliyev                     | Milli Dirçəliş Hərəkatı Partiyası       | 45 967    | 1,17  |
|                                                           | Razi Nurullayev                   | Niezależny                              | 29 229    | 0,74  |
| Nieważne/puste głosy                                      | Nieważne/puste głosy              | Nieważne/puste głosy                    | 12 413    | 0,31  |
| Razem                                                     | Razem                             | Razem                                   | 3 958 852 | 100   |
| Zarejestrowani wyborcy/frekwencja                         | Zarejestrowani wyborcy/frekwencja | Zarejestrowani wyborcy/frekwencja       | 5 332 817 | 74,30 |
| Źródło: Centralna Komisja Wyborcza Republiki Azerbejdżanu |                                   |                                         |           |       |

## Obserwatorzy
OBWE ogłosiła, że wybory były wadliwe i rażąco niedemokratyczne. Na konferencji prasowej dzień po wyborach OBWE stwierdziła, że "powszechne lekceważenie obowiązkowych procedur, brak przejrzystości i liczne poważne nieprawidłowości, w tym wrzucanie dodatkowych kart do głosowania". Zwolennicy Əliyeva zakłócili przebieg konferencji i oskarżyli międzynarodową misję obserwacyjną o uprzedzenia